# Европейское чемпионство WWE
Европейское чемпионство WWE (англ. WWE European Championship) упразднённый чемпионский титул в реслинге, существовавший с 1997 по 2002 годы. За период существования чемпионата несколько рестлеров становились чемпионами, но владели титулом относительно недолго. Продвигался WWF позже WWE. Трое обладателей титула владели Европейским чемпионством и чемпионством Интерконтинента одновременно, что делает их «чемпионами Евроконтинентальной зоны».
Титул был основан в 1997 году как Чемпионат Европы WWF, некоторое время в 1999 году он был неактивным, из-за желания тогдашнего чемпиона Шейна Макмэна закончить карьеру как «непобедимый чемпион». Однако позже Мидеон увидел титул чемпиона Европы в сумке Шейна, Мидеон спросил, может ли он его взять. Шейна, пытаясь отвязаться от Мидеона сказал, что тот может делать все, что захочет. Мидеон хотел получить чемпионство Европы, и Шейн отдал ему его. Никакой другой суперзвезде не было так легко стать Чемпионом Европы.
В мае 2002 название чемпионства было переименовано, когда WWF стал WWE, прежде чем его объединили с Интерконтинентальным чемпионством WWE в июле того же года. Роб Ван Дам, стал последним чемпионом Европы.
Несмотря на свое название, на самом деле только два обладателя были из Европы: Британский Бульдог, который был первым и самым длительным чемпионом, и Уильям Ригал. Чемпионство стало известным в период Attitude Era когда в сентябре 1997 года на PPV One Night Only Шон Майклз выиграл его благодаря вмешательству D-Generation X, а позже в матче с Triple H(ем) фактически отдал его другому представителю группировки.

## История создания
В 1997 году Британский Бульдог был первым кто завоевал чемпионство Европы WWF выиграв турнир в Германии, который проводился в несколько этапов. В финале турнира Бульдог победил Оуэна Харта и стал первым чемпионом. После завоевания титула Шоном Майклзом, он стал первым в WWE чемпионом Большого шлема. Также Майклз — единственный рестлер, который одновременно владел титулом Чемпион мира в тяжёлом весе и титулом чемпиона Европы.

## Турнир чемпионата

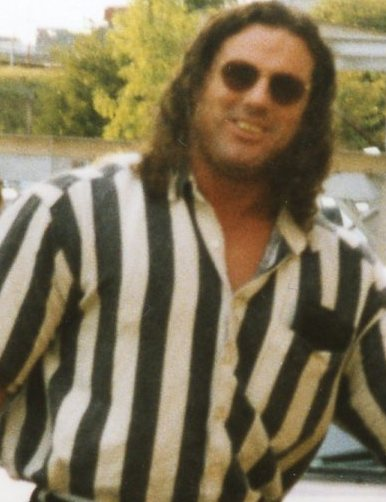
Center|Первый чемпион
Британский Бульдог

[[Файл:Davey Boy Smith - Birmingham NEC 170994 (cropped).jpg|right|thumb|200px|

### Таблица первого турнира за титул Чемпиона Европы WWE (1997)
Турнир начался 20 февраля 1997 года в Германии. Финал состоялся 26 февраля на одном из выпусков Raw. Эпизод Raw с финальным боем был показан 3 марта 1997 года.
|  | Первый райнд                      | Первый райнд         | Первый райнд         |           |                                   | Полуфиналы           | Полуфиналы       | Полуфиналы |  |  | Финал Raw                         | Финал Raw          | Финал Raw | Финал Raw | Финал Raw |
|  |                                   |                      |                      |           |                                   |                      |                  |            |  |  |                                   |                    |           |           |           |
|  | Флаг Англии · Флаг Великобритании | Британский Бульдог   | Проходит в полуфинал |           |                                   |                      |                  |            |  |  |                                   |                    |           |           |           |
|  | Флаг США                          | Мэнкайнд             | Удержание            |           |                                   |                      |                  |            |  |  |                                   |                    |           |           |           |
|  | Флаг США                          | Мэнкайнд             | Удержание            |           | Флаг Англии · Флаг Великобритании | Британский Бульдог   | Проходит в финал |            |  |  |                                   |                    |           |           |           |
|  |                                   |                      |                      |           | Флаг Англии · Флаг Великобритании | Британский Бульдог   | Проходит в финал |            |  |  |                                   |                    |           |           |           |
|  |                                   | Флаг США             | Вейдер               | Удержание |                                   |                      |                  |            |  |  |                                   |                    |           |           |           |
|  | Флаг США                          | Флаг США             | Вейдер               | Удержание | Вейдер                            | Проходит в полуфинал |                  |            |  |  |                                   |                    |           |           |           |
|  | Флаг США                          |                      |                      |           | Вейдер                            | Проходит в полуфинал |                  |            |  |  |                                   |                    |           |           |           |
|  | Флаг США                          | Рокки Майвиа         | Удержание            |           |                                   |                      |                  |            |  |  |                                   |                    |           |           |           |
|  |                                   |                      |                      |           |                                   |                      |                  |            |  |  | Флаг Англии · Флаг Великобритании | Британский Бульдог | Чемпион   |           |           |
|  |                                   |                      | Флаг Канады          | Оуэн Харт | Удержание                         |                      |                  |            |  |  |                                   |                    |           |           |           |
|  | Флаг Канады                       | Оуэн Харт            | Проходит в полуфинал |           |                                   |                      |                  |            |  |  |                                   |                    |           |           |           |
|  | Флаг США                          | Флэш Фанк            | Удержание            |           |                                   |                      |                  |            |  |  |                                   |                    |           |           |           |
|  | Флаг США                          | Флэш Фанк            | Удержание            |           | Флаг Канады                       | Оуэн Харт            | Проходит в финал |            |  |  |                                   |                    |           |           |           |
|  |                                   |                      |                      |           | Флаг Канады                       | Оуэн Харт            | Проходит в финал |            |  |  |                                   |                    |           |           |           |
|  |                                   | Флаг Канады          | Брет Харт            | Отсчёт    |                                   |                      |                  |            |  |  |                                   |                    |           |           |           |
|  | Флаг Канады                       | Флаг Канады          | Брет Харт            | Отсчёт    | Брет Харт                         | Проходит в полуфинал |                  |            |  |  |                                   |                    |           |           |           |
|  | Флаг Канады                       |                      |                      |           | Брет Харт                         | Проходит в полуфинал |                  |            |  |  |                                   |                    |           |           |           |
|  | Флаг США                          | Хантер Хёрст Хелмсли | Удержание            |           |                                   |                      |                  |            |  |  |                                   |                    |           |           |           |

### Евроконтинентальные чемпионы и объединение

#### Этимология
Термин «Евроконтинентальный чемпион» — это словослияние, используется для описания ситуации владения двух титулов одновременно Европейского и Интерконтинентального. В отличие от статуса Чемпион Большого шлема и Чемпион Тройной Короны «Евроконтин» не используется, так как чемпионство Европы упразднено. Три рестлера имели такой статус. Первым был Ди’Ло Браун, который одержал победу над Мидеоном за титул чемпиона Европы на Fully Loaded (1999) в 1999 году, а двумя ночами позже на понедельничном Raw победил Джеффа Джарретта, и выиграл Интерконтинентальный чемпионат. Месяц спустя на SummerSlam (1999) Джарретт победил Брауна, в матче на кону которого стояли оба чемпионства. Однако на следующий день он отдал чемпионство Европы Марку Генри так как тот помог ему победить Ди’Ло Брауна на SummerSlam.
10 февраля 2000 года на WWE SmackDown Курт Энгл победил Вэл Вениса за чемпионство Европы, а семнадцать дней спустя, на No Way Out (2000), Энгл победил Криса Джерико за Интерконтинентальное чемпионство тем самым стал третьим чемпионом «Евроконтинента».
В мае 2002 года WWF был переименован в WWE и пояс был соответственно также переименован (хотя физический пояс не был обновлен), чтобы отразить изменения названия. Позже на Raw 22 июля 2002 года титул был объединен с Интерконтинентальным чемпионатом WWE в матче с лестницами, когда Интерконтинентальный чемпион Роб Ван Дам победил чемпиона Европы Джеффа Харди.

## История титула

### История чемпионата на брендах
| Дата перехода      | Бренд | Примечания |
| ------------------ | ----- | --- |
| 30 марта 1999 года | N/A   | В 1999 году Шейна Макмэн упразднил чемпионство решив уйти непобеждённым. Однако через некоторое время подарил титул Мидеону                               |
| 26 марта 2002 года | Raw   | Чемпион Европы WWF Уильям Ригал перешёл на Raw в статусе действующего чемпиона.                                                                           |
| 5 мая 2002 года    | N/A   | Чемпионат Европы WWF был переименован в Чемпионат Европы WWE из за смены названия компании.                                                               |
| 22 июля 2002 года  | N/A   | Роб Ван Дам выиграл пояс у Джеффа Харди и упразднил его объединив с другим. Чемпионат Европы был упразднён и объединён с Интерконтинентальным чемпионатом |

## Статистика
| Рекорд                              | Обладатель                                    | Значение | Примечания |
| ----------------------------------- | --------------------------------------------- | -------- | --- |
| Самое большее количество чемпионств | Уильям Ригал и Ди'Ло Браун                    | 4 раза   | За время существования чемпионата, два чемпиона были 4-ы коронованы. |
| Самое долгое чемпионство            | Британский Бульдог                            | 206 дней | Стал первым чемпионом выиграв турнир. У него также самое длинное комбинированное чемпионстово в 253 дня |

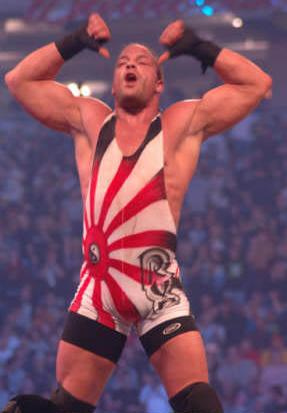
Последний чемпион,
Роб Ван Дам

| Самое короткое чемпионство          | - Крис Джерико - Джефф Джарретт - Роб Ван Дам | <1 дня   | - Проиграл Эдди Герреро из за вмешательства в поединок Чайны - Джарретт вручил Марку Генри пояс после того, как тот помог ему победить Ди’Ло Брауна на SummerSlam (1999) - После выигрыша титула, Роб Ван Дам объединил титул со своим титулом Интерконтинентального чемпиона |
| Самый старый чемпион                | Даймонд Даллас Пэйдж                          | 46 лет   | Выиграл титул у Кристиана |
| Самый молодой чемпион               | Джефф Харди                                   | 24 года  | После того как Роб Ван Дам забрал пояс у Харди чемпионство упразднили и объединили c Интерконтинентальным чемпионством |
| Самый тяжёлый чемпион               | Марк Генри                                    | 178 кг   | Получил чемпионство в подарок от Джеффа Джарретта за помощь в победе на SummerSlam (1999) |
| Самый лёгкий чемпион                | Спайк Дадли                                   | 68 кг    | Во время его правления титул был переименован в Чемпионат Европы WWE 5 мая 2002 года. |

## Действующий чемпион
В настоящее время чемпионство упразднёно

### Комментарии
1. ↑  По сути как такового упразднения не было, титул просто был неактивен. Через некоторое время новым чемпионом стал Мидеон.